# Список серий аниме «Тетрадь смерти»
«Тетрадь смерти» (яп. デスノート Дэсу Но:то, Death Note) — аниме-сериал, созданный на основе манги, написанной Цугуми Обой и нарисованной Такэси Обатой.
Первоначально транслировался на японском телеканале Nippon TV с октября 2006 по июнь 2007 года. 31 августа 2007 года на том же телеканале Nippon TV показали «Тетрадь смерти — Переписывание: Глазами бога» — специальную полнометражную версию аниме-сериала, представляющую собой компиляцию 1—25 серий, дополненную новыми сценами. А 22 августа 2008 года вышла ещё одна специальная полнометражная версия аниме-сериала «Тетрадь смерти — Переписывание: Преемники L», представляющая собой компиляцию 26—37 серий, с несколькими новыми сценами.
С 20 октября по 29 декабря 2008 года сериал транслировался на российском канале 2x2.

## Аниме-сериал
| 01 | Перерождение «Синсэй» (新生)        | Араки Тэцуро, Цунэмацу Кэй | Иноэ Тосики   | Араки Тэцуро                 | Китао Масару, Кагами Такахиро                               | 4 октября 2006 года  | 20 октября 2008 |
| Сюжет: Бог смерти Рюк отправляет на землю Тетрадь смерти. Лайт находит её, узнаёт из неё о её предназначении и начинает пользоваться ей. Критика: Рецензент из IGN Тревис Фикетт в своём обзоре эпизода называет анимацию прекрасной, а музыку — потрясающей, за исключением открывающей темы («the WORLD» группы Nightmare) и ставит эпизоду 8,5 из 10. |                                     |                            |               |                              |                                                             |                      |                 |
| 02 | Конфронтация «Тайкэцу» (対決)       | Ито Томохико               | Иноэ Тосики   | Такаока Дзюнити              | Кобаяси Акэми                                               | 11 октября 2006 года | 20 октября 2008 |
| Сюжет: L начинает расследование. Лайт убивает Линда Л. Тэйлора и попадает в ловушку L. Критика: В обзоре эпизода на IGN Том С. Пепириум называет появление L самым интригующим моментом в серии, а сцену с публичным обращением детектива — фантастической, умной и неожиданной. Рецензент замечает, что власть развращает Лайта, от чего тот впадает в безумие. Кроме того, Пепириум отмечает библейские образы, которые можно найти в аниме. Критик ставит эпизоду 9 из 10. |                                     |                            |               |                              |                                                             |                      |                 |
| 03 | Сделка «Торихики» (取引)            | Цутия Хироюки              | Иноэ Тосики   | Сато Синдзи                  | Аоки Марико                                                 | 18 октября 2006 года | 27 октября 2008 |
| Сюжет: L считает, что Кира школьник и что он связан с кем-то из полиции. Кто-то следит за Лайтом. Рюк рассказывает Лайту о глазах Бога Смерти. Критика: В обзоре эпизода, сделанном Томом С. Пепириумом из IGN, эпизод назван очень умным. Автор называет момент, когда выясняется, что начальник японской полиции — отец Лайта, одним из лучших поворотов в серии. Но Пепириум выражает обеспокоенность, что аниме не сможет в дальнейшем сохранить такие темп и качество. |                                     |                            |               |                              |                                                             |                      |                 |
| 04 | Преследование «Цуисэки» (追跡)      | Ханю Наоясу                | Иноэ Тосики   | Анно Такаси                  | Миямаэ Синъити                                              | 25 октября 2006 года | 27 октября 2008 |
| Сюжет: Лайт использует возможности тетради, чтобы узнать имя того, кто за ним следит. Критика: Том С. Пепириум в рецензии эпизода для IGN, высказывает мнение, что эта серия слабее предыдущих. Критик не доволен тем, что Лайт отказался от глаз бога смерти, потому что в прошлом эпизоде глаза были интригующей идеей и казалось, что протагонист согласится, а в этой — небрежно отказывается и больше не вспоминает о них. Тем не менее Пепириум надеется, что потом эта тема будет развита. Эпизод получил только 7,5 из 10 баллов. |                                     |                            |               |                              |                                                             |                      |                 |
| 05 | Тактика «Какэхики» (駆引)           | Ёнэда Мицухиро             | Иноэ Тосики   | Ёнэда Мицухиро               | Мураяма Косукэ, Хамацу Такэхиро, Комори Хидэто              | 1 ноября 2006 года   | 3 ноября 2008   |
| Сюжет: Лайт использует агента ФБР Рея Пенбера, чтобы тот записал имена остальных агентов на листке из тетради, и они умирают. L хочет начать работать лично с теми полицейскими, которые готовы продолжать расследовать дело Киры. Критика: В рецензии эпизода на IGN Том С. Пепириум пишет, что в этой серии Лайт перешёл грань и стал злодеем, начав убивать невинных людей. Рецензент называет сцену с Реем Пенбером и Наоми Мисорой очаровательной, а самих героев — самыми симпатичными в серии. Также он хвалит анимацию и музыку и, в заключение, ставит эпизоду 8,5 балла из 10. |                                     |                            |               |                              |                                                             |                      |                 |
| 06 | Разрыв «Хокороби» (綻び)            | Оюнаму                     | Кобаяси Ясуко | Бэссё Макото                 | Ким Дон-Сик                                                 | 8 ноября 2006 года   | 3 ноября 2008   |
| Сюжет: Соитиро Ягами и его коллеги встречаются с L. Лайт встречает Наоми Мисору и узнаёт о её догадках по делу Киры. Критика: Рецензент IGN Том С. Пепириум уделяет большую часть обзора описанию внешности L, чей образ ему очень понравился, также хвалит англоязычное озвучивание детектива, которое смогло передать верные интонации сложных диалогов. |                                     |                            |               |                              |                                                             |                      |                 |
| 07 | Облачное небо «Донтэн» (曇天)       | Ито Томохико               | Ёнэмура Сёдзи | Хирата Тосио                 | Такаока Дзюнити                                             | 15 ноября 2006 года  | 9 ноября 2008   |
| Сюжет: L создаёт тайную группу по расследованию дела Киры из оставшихся верными полицейских. Лайт убивает Мисору Наоми. Критика: Том С. Пепириум в обзоре для IGN хвалит момент, когда Лайт признаётся Мисоре, что он Кира, и называет его неожиданным. Критик отмечает, что бесконечные шутки и смех Рюка делает этот момент не таким ужасным. В заключении Пепириум пишет, что он, конечно, надеется на победу L и был шокирован, когда узнал, что многие зрители аниме (включая его собственную жену) болеют за Лайта, который является злодеем. По мнению критика, это всё равно что сопереживать маньяку из фильма «Семь». Оценка эпизода — 8 баллов из 10. |                                     |                            |               |                              |                                                             |                      |                 |
| 08 | Взгляд «Мэсэн» (目線)               | Бэссё Макото               | Иноэ Тосики   | Бэссё Макото                 | Кобаяси Акэми                                               | 22 ноября 2006 года  | 9 ноября 2008   |
| Сюжет: L сужает круг подозреваемых до тех, за кем следил Рей Пенбер, и устанавливает видеокамеры в доме Ягами. Лайт быстро это обнаруживает и убеждает Рюка найти все видеокамеры. Лайту удаётся продолжать казнить преступников через Тетрадь смерти прямо под прицелом камер. Но L продолжает его подозревать. Критика: В рецензии на сайте IGN Том С. Пепириум хвалит эпизод, утверждая, что он показывает аниме в лучшем виде — умным и интересным. Автор сравнивает противостояние L и Лайта с противоборством Шерлока Холмса и профессора Мориарти. Также проводит параллель между L и Бэтменом. Пепириум хорошо отзывается о роли Лайта в эпизоде — протагонист показался ему в этот раз более симпатичным за счёт того, что был на шаг впереди детективов. В завершении обзора автор хвалит озвучивание, как оригинальное японское, так и дубляж на английском. По его словам, голос L (Алессандро Юлиани), вдохновлённый оригинальным японским актёром (Каппэй Ямагути) звучит как у задумчивого детектива, вышедшего на охоту, а актёр, озвучивавший Рюка (Брайан Драммонд), изменил «свой „голос монстра“ и нашёл идеальный баланс между любопытным богом смерти и существом из бездны». Эпизод получил 9,5 баллов из 10. |                                     |                            |               |                              |                                                             |                      |                 |
| 09 | Контакт «Сэссёку» (接触)            | Окадзаки Юкио              | Иноэ Тосики   | Фукуда Митио                 | Сайдзё Такаси                                               | 29 ноября 2006 года  | 10 ноября 2008  |
| Сюжет: L убирает камеры из дома Ягами. Лайт, поступает в университет, куда поступил и L. Детектив открывается Лайту. Критика: В обзоре эпизода на IGN Том С. Пепириум восхищается сценой, где L представляет себя Лайту, называя её исключительно хорошо прописанной и беспрецедентной для аниме-серилов, и такой неожиданной и смелой, что возникает вопрос, не является ли сцена сном. Также рецензент обращает внимание на замечательную анимацию, тем не менее считая, что L со своими большими зрачками похож на Пароходик Вилли. В целом, критик считает, что сериал продолжает демонстрировать блестящий сюжет, но также опасается, что аниме может скатиться в банальное повествование о совместном обучении героев, хотя и считает совместное пребывание врагов в университете интригующим, несмотря на то, что сериал может быть близок к «прыжку через акулу». Пепириум снова хвалит актёра английского дубляжа L и ставит серии 8 из 10. |                                     |                            |               |                              |                                                             |                      |                 |
| 10 | Подозрение «Гиваку» (疑惑)          | Осамура Синдзи             | Иноэ Тосики   | Такаока Дзюнити              | Киносита Юки                                                | 6 декабря 2006 года  | 10 ноября 2008  |
| Сюжет: L и Лайт играют в теннис. Они обсуждают дело Киры. Отец Лайта попадает в больницу. Критика: Том С. Пепириум, аниме-критик с сайта IGN, считает сцену с игрой Лайта и L странной идеей. В качестве иллюстрации своей мысли он предлагает представить, что бы сказали зрители, если бы им после просмотра второго эпизода сказали, что в десятом L и Кира будут играть в теннис. Зато автор считает интересной динамику Лайта и Рюка: бог смерти напоминает владельцу тетради о своей беспристрастности и предрекает ему несчастье, но тот высокомерно отмахивается. Пепириум отмечает поворот с сердечным приступом Соитиро, называя его хорошим ходом. В общем рецензент, отмечает, что даже самый неудобный эпизод «Тетради смерти» по-прежнему демонстрирует привлекательную историю. Эпизод получил 7,8 из 10. |                                     |                            |               |                              |                                                             |                      |                 |
| 11 | Вторжение «Тоцуню» (突入)           | Ханю Наоясу                | Ёнэмура Сёдзи | Мацуо Син                    | Миямаэ Синъити                                              | 13 декабря 2006 года | 16 ноября 2008  |
| Сюжет: Второй Кира захватывает вещание на «Сакура ТВ» с обращением к полиции. Критика: Том С. Пепириум в своей рецензении на IGN называет этот эпизод захватывающим от начала до конца и приводит его как пример того, почему «Тетрадь смерти» стала одним из самых популярных аниме всех времен. По его мнению, сюжет захватывает с первых минут и не отпускает до самого конца, а начавшиеся титры вызывают возмущение. Единственное, что не понравилось рецензенту — это раскрытая личность Второго Киры Эпизод получил 10 из 10, это высшая оценка среди эпизодов первого сезона и делит с последним эпизодом первое место среди всех серий. |                                     |                            |               |                              |                                                             |                      |                 |
| 12 | Любовь «Койгокоро» (恋心)           | Цутия Хироюки              | Иноэ Тосики   | Анно Такаси                  | Аоки Марико                                                 | 27 декабря 2006 года | 16 ноября 2008  |
| Сюжет: Лайт присоединяется к расследованию. L просит его составить послание второму Кире от Киры. Рэм рассказывает Мисе, как можно убить Бога Смерти. Критика: В обзоре Тома С. Пепириума на сайта IGN высказывается мнение, что этот эпизод, как и прочие, прекрасно сделан, в немалой степени благодаря тому, что это адаптация одной из самых известных манг всех времён. Каждый эпизод двигает общий сюжет вперёд достаточно для того, чтобы подсадить зрителя на крючок до следующей серии. Тем не менее критик резко отзывается о сценах, посвящённых Мисе, у него они вызывают скуку, гнев и разочарование. «Это точно не то окончание, на которое я надеялся», — пишет он и ставит эпизоду 8 из 10. |                                     |                            |               |                              |                                                             |                      |                 |
| 13 | Признание «Кокухаку» (告白)         | Ёнэда Мицухиро             | Иноэ Тосики   | Фукуда Митио                 | Мураяма Косукэ, Хатано Ёсицугу, Хамацу Такэхиро, Аоно Ацуси | 10 января 2007 года  | 17 ноября 2008  |
| Сюжет: Миса Аманэ, используя глаза Бога Смерти, определяет, что Кира — это Лайт Ягами, встречается с ним и показывает своего бога смерти — Рэм. Критика: Том С. Пепириум в обзоре эпизода для интернет-портала IGN резко критикует Мису, её образ, поступки и озвучивание. Рецензент считает, что изображение персонажа Мисы может быть первыми шагами в царство аниме-клише. Он пишет, что хуже голоса Мисы может быть только появление покемонов в сериале. Критик называет хорошим поворотом то, что Кира покарал убийцу родителей Мисы — это хоть как-то оправдывает действия. Пепириум ставит эпизоду 7 из 10, вместе с последующим эпизодом это низшие оценки первого сезона. |                                     |                            |               |                              |                                                             |                      |                 |
| 14 | Друг «Томодати» (友達)              | Ито Томохико               | Ёнэмура Сёдзи | Ито Томохико                 | Такаока Дзюнити                                             | 17 января 2007 года  | 17 ноября 2008  |
| Сюжет: Рэм угрожает убить Лайта, если он причинит вред Мисе. Миса ради Лайта просит Рэм убить L, и та соглашается. Критика: Рецензент из IGN Том С. Пепириум в своём обзоре эпизода критикует появление Мисы и Рэм, считая, что это признак «прыжка через акулу» и то, что началось как интеллектуальные аниме, быстро становится глупым. Кроме того, он критикует сцену, где L называет Лайта другом, считая, что их дружба нигде до этого не показывалась, но, возможно, это было попытка детектива спровоцировать Лайта. В заключении Пепириум выражает надежду, что сериал не испортится, и ставит, как и предыдущему эпизоду, только 7 из 10, это низшие оценки в первом сезоне. |                                     |                            |               |                              |                                                             |                      |                 |
| 15 | Игра «Какэ» (賭け)                  | Оюнаму                     | Кобаяси Ясуко | Анно Такаси                  | Чан Киль-Ён                                                 | 24 января 2007 года  | 23 ноября 2008  |
| Сюжет: Миса встречает L и видит его имя. L арестовывает Мису. Миса отказывается от тетради. Критика: Том С. Пепириум в своих обзорах для IGN продолжает уничижительно отзываться о Мисе. Начиная с этой рецензии, он называет Мису исключительно «Джа-Джа», ссылаясь на надоедливого персонажа из «Звёздных войн», которого чрезвычайно невзлюбили фанаты киноэпопеи. Он считает эпизод интересным, потому что зрители узнают новые правила Тетради смерти. Ему приятно видеть L снова проявляющим активность, Мису с кляпом и улыбающегося Рюка. Критик снова положительно отзывается о озвучивании Рюка, а также прочих персонажей, за исключением Мисы. Эпизод получил 8,5 из 10. |                                     |                            |               |                              |                                                             |                      |                 |
| 16 | Решение «Кэцудан» (決断)            | Бэссё Макото               | Иноэ Тосики   | Хирата Тосио                 | Ким Тон-Юн                                                  | 31 января 2007 года  | 23 ноября 2008  |
| Сюжет: Лайт отказывается от тетради Рэм и признаётся L, что он может быть Кирой. L сажает Лайта за решётку. Убийства преступников прекращаются. Лайт отказывается от тетради Рюка и теряет память. Преступники снова начинают умирать от рук Киры. Критика: В обзоре серии IGN за авторством Тома С. Пепириума главный вопрос — «Какого чёрта задумал Лайт?». Рецензент гадает, что задумал главный герой. Он считает, в этом эпизоде зрители в наибольшей степени симпатизируют L, они так же, как и он, задаются вопросом, в чём план Лайта. Критик с нетерпением ждёт следующий эпизод и ставит этому 9 из 10. |                                     |                            |               |                              |                                                             |                      |                 |
| 17 | Казнь «Сикко» (執行)                | Накамура Рёсукэ            | Иноэ Тосики   | Накамура Рёсукэ              | Кобаяси Акэми                                               | 7 февраля 2007 года  | 24 ноября 2008  |
| Сюжет: L выпускает Лайта и Мису из заключения. L сообщает, что штаб-квартира расследования переносится в построенный им 23-этажный дом. В этом же доме поселяют Мису. Лайт и L, скованные наручниками, продолжают совместное расследование дела Киры. Критика: В этом обзоре Тома С. Пепириума описывается, что эпизод имеет самые странные тональные сдвиги из всех эпизодов аниме: сначала это напряжённость, а минуту спустя — глупая комедия. Критик называет момент с мнимой казнью одним из величайших моментов в аниме, а сцену со спором Лайта, Мисы и L — одним из самых странных и точно наихудшим в сериале. Пепириум называет намёки на дальнейшее развитие сюжета очень интересными. Эпизод получил 7,5 из 10. |                                     |                            |               |                              |                                                             |                      |                 |
| 18 | Компаньон «Накама» (仲間)           | Осамура Синдзи             | Ёнэмура Сёдзи | Сасаки Синсаку               | Хюга Масаки                                                 | 14 февраля 2007 года | 24 ноября 2008  |
| Сюжет: Лайт и L дерутся. Японская полиция прекращает расследование дела Киры, поэтому Соитиро Ягами и некоторые другие детективы уходят в отставку. Айдзава остаётся в полиции и уходит из штаба расследования. Детективы выходят на след Ёцубы. Появляются помощники L — Айбер и Уэди. Критика: В обзоре Тома С. Пепириума, рецензента из IGN, сцена, в которой Айдзава встречается с семьёй в парке и плачет, названа потрясающей. Критик отмечает дразнящие намёки на дальнейшее развитие сюжета и хвалит работу актёров английского дубляжа. Он ставит эпизоду 9,5 из 10. |                                     |                            |               |                              |                                                             |                      |                 |
| 19 | Мацуда «Мацуда» (松田)              | Ниси Эйко                  | Кобаяси Ясуко | Фукуда Митио                 | Миямаэ Синъити                                              | 21 февраля 2007 года | 30 ноября 2008  |
| Сюжет: Мацуда тайно проникает в офис Ёцубы, но его быстро обнаруживают. L устраивает вечеринку для менеджеров Ёцубы, чтобы спасти Мацуду, и инсценирует его смерть. Критика: Том С. Пепириум, аниме-критик с сайта IGN, в своём обзоре эпизода называет «Тетрадь смерти» не только лучшим аниме-сериалом, но и одним из лучших шоу на телевидении в общем, а этот эпизод прекрасным примером почему именно — умно написанный сценарий делает просмотр подобным поездке на американских горках. Пепириум хвалит развитие образа Мацуды, а партнёрство Лайта и L — изюминкой шоу, неожиданным и блестящим поворотом сюжета. Момент, в котором выясняется, что Эральд Коил, второй величайший детектив в мире, оказывается одним из псевдонимов L, критик назвал лучшим в эпизоде, L — самым крутым, самым хорошо развитым персонажем в аниме на тот момент, а операцию по спасению Мацуды — удивительно смешной. Пепириум снова называет Мису Джа-Джа и пишет, что не перестанет так её называть. Он указывает, что новые правила Тетради смерти несомненно будут важны в дальнейшем. Анимация, музыка и озвучивание, по его мнению, остаются такими же превосходными. В итоге Пепириум называет эпизод чистым совершенством и описывает, что ему было по-настоящему грустно, когда он кончился, но у него остался только один вопрос — где Рюк и увидим ли мы его снова? Эпизод получил от него 9 баллов из 10. |                                     |                            |               |                              |                                                             |                      |                 |
| 20 | Замена «Косёку» (姑息)              | Цутия Хироюки              | Иноэ Тосики   | Саяма Киёко                  | Аоки Марико                                                 | 28 февраля 2007 года | 30 ноября 2008  |
| Сюжет: Детективы следят за менеджерами Ёцубы. Лайт связывается с Намикавой. L убеждает Мису пойти в Ёцубу на собеседование. Критика: Критике Тома С. Пепириума с IGN подверглась открывающая заставка — как музыкальная композиция «What’s up, people?!» Maximum the Hormone, испугавшая даже его собак, так и мелькающий видеоряд, способный, по словам журналиста, вызвать эпилептический припадок. Саму серию Пепириум назвал посредственной, но будучи серией его любимого аниме, она смогла получить от критика 7 баллов из 10. |                                     |                            |               |                              |                                                             |                      |                 |
| 21 | Участие «Кацуяку» (活躍)            | Ёнэда Мицухиро             | Иноэ Тосики   | Ёнэда Мицухиро, Араки Тэцуро | Хамацу Такэхиро, Аоно Ацуси, Нисии Тэруми                   | 7 марта 2007 года    | 1 декабря 2008  |
| Сюжет: Миса приходит на собеседование в Ёцубу. Рэм показывается ей и рассказывает, что Лайт — Кира. Миса идёт на свидание с Хигути, говорит ему, что она — второй Кира, и добивается признания, что он — третий Кира. Критика: Аниме-обозреватель IGN Тома С. Пепириума критикует этот сезон как излишне девчачий, сравнивая его с другими глупыми и детскими шоу. Он критикует мотивацию Мисы и Хигути, но хвалит то, что Лайт, анализируя поведение Киры, признаёт, что он мог быть им. В итоге эпизод получает только 6,5 из 10, что является худшей оценкой среди всех эпизодов. |                                     |                            |               |                              |                                                             |                      |                 |
| 22 | Управление «Юдо:» (誘導)            | Хасимото Наото             | Иноэ Тосики   | Ямамото Саё                  | Кобаяси Акэми                                               | 14 марта 2007 года   | 1 декабря 2008  |
| Сюжет: Миса предъявляет детективам запись, на которой Хигути признаётся, что он — Кира. Детективы начинают спецоперацию против Киры №3. Критика: В начале своего обзора на интернет-ресурсе IGN Том С. Пепириум хвалит дедуктивные способности L и Лайта и называет это причиной их популярности. Затем он хвалит направление, которое взял сюжет эпизода, и задаётся вопросами о дальнейших событиях — увидит ли L Рэм, когда коснётся Тетради смерти? Когда Лайт вернёт себе память? Когда вернётся любимый фанатами Рюк? В заключении он называет эпизод отличным и ругает песню Джа-Джа (как он называет Мису). Эпизод получил от него 8,5 баллов из 10. |                                     |                            |               |                              |                                                             |                      |                 |
| 23 | Мания «Кёсо» (狂騒)                 | Ито Томохико               | Ёнэмура Сёдзи | Сато Юдзо                    | Ёкота Мамору, Такаока Дзюнити                               | 21 марта 2007 года   | 7 декабря 2008  |
| Продолжается спецоперация против третьего Киры. Хигути прижимают к стенке. |                                     |                            |               |                              |                                                             |                      |                 |
| 24 | Возрождение «Фуккацу» (復活)        | Симода Хисато              | Ёнэмура Сёдзи | Охара Минору                 | Хюга Масаки                                                 | 28 марта 2007 года   | 7 декабря 2008  |
| Сюжет: L узнаёт тайну тетради. К Лайту возвращается память и он убивает Хигути. L отпускает Мису. Миса по поручению Лайта откапывает вторую тетрадь смерти. Она забыла настоящее имя L, поэтому снова совершает сделку с Рюком и получает глаза Бога Смерти. Критика: В обзоре с сайта IGN под авторством Тома С. Пепириума написано, что сцена объятий Лайта и Мисы на фоне Рюка названа знаковой и одной из лучших в сериале. Автор выражает радость тому, что продолжительность жизни нелюбимой им Мисы уменьшилась ещё в два раза. Он даёт отличную оценку анимации, особенно в сцене с Рюком и Мисой. Эпизод получил 9 из 10. |                                     |                            |               |                              |                                                             |                      |                 |
| 25 | Тишина «Тиммоку» (沈黙)             | Масухара Мицуюки           | Иноэ Тосики   | Араки Тэцуро                 | Кагами Такахиро, Иноэ Хидэки                                | 4 апреля 2007 года   | 8 декабря 2008  |
| Лайт вынуждает Рэм погибнуть, продлив жизнь Мисы убийством L. Лайт забирает тетрадь, оставшуюся после смерти Рэм. |                                     |                            |               |                              |                                                             |                      |                 |
| 26 | Воспроизведение «Саисэй» (再生)     | Ито Томохико               | Ито Томохико  | Ито Томохико                 | Ёкота Мамору                                                | 11 апреля 2007 года  | 8 декабря 2008  |
| Сюжет: Лайт становится вторым L. Тетрадь смерти решено передать на хранение Соитиро Ягами. Лайт решает жить вместе с Аманэ Мисой. Критика: Том С. Пепириум в своём обзоре для интернет-ресурса IGN пишет, что был шокирован смертью L и не может не чувствовать образовавшийся вакуум после гибели самого интересного персонажа аниме. Он называет L «японским Бэтменом» из-за его выдающихся детективных способностей. Критик задаётся вопросами: что было бы, если бы сыщик раскрыл сверхъестественные способности Киры? В заключении он добавляет, что сериал сможет продолжаться и без L: во-первых, противостояние продолжается через его преемников, во-вторых, зрители теперь ненавидят Лайта как никогда и будут ждать, как же он проиграет. Эпизод получил 8 баллов из 10. |                                     |                            |               |                              |                                                             |                      |                 |
| 27 | Похищение «Юкай» (誘拐)             | Ямаути Токио               | Иноэ Тосики   | Саяма Киёко                  | Маруфудзи Хиротака, Ёкота Мамору                            | 18 апреля 2007 года  | 14 декабря 2008 |
| Сюжет: Силами ФБР создаётся специальная команда для расследования дела Киры (SPK) без помощи L. Эту команду возглавляет Ниа. Ниа сообщает Лайту, что знает о смерти L. Мэлло похищает Саю Ягами. Критика: В обзоре этого эпизода Том С. Пепириум из IGN выражает мнение, что события эпизода показаны слишком быстро и сумбурно, а новые персонажи показаны непонятно, в отличие от мастерских глав манги, адаптацией которых является эпизод. Кроме того, он критикует английское озвучивание, в частности то, что Ниа озвучивает женщина. Но Пепириум хвалит сцену, где Ниа называет Лайта вторым L, показывая, что знает о смерти первого. Выражение лица Лайта рецензент называет бесценным. Эпизод получил оценку только в 6,9 из 10 Это самая низкая оценка во второй половине сериала. |                                     |                            |               |                              |                                                             |                      |                 |
| 28 | Нетерпение «Сёсоу» (焦燥)           | Ниси Эйко                  | Иноэ Тосики   | Фукуда Митио                 | Миямаэ Синъити                                              | 25 апреля 2007 года  | 14 декабря 2008 |
| Мэлло обменивает Саю Ягами на тетрадь. С помощью тетради он убивает большинство членов SPK. Ниа сообщает Лайту, что подозревает во всём происходящем Мэлло. |                                     |                            |               |                              |                                                             |                      |                 |
| 29 | Отец «Титиоя» (父親)                | Ито Томохико               | Иноэ Тосики   | Сасаки Синсаку               | Ёкота Синъити, Такаока Дзюнити                              | 2 мая 2007 года      | 15 декабря 2008 |
| Сюжет: Лайт отказывается от тетради и пересылает её в полицию. Соитиро Ягами получает от Рюка глаза Бога Смерти и видит настоящее имя Мэлло, но не успевает записать его в тетрадь. Соитиро Ягами умирает. Тетрадь возвращается её владельцу — синигами Сидо. Критика: Том С. Пепириум начинает свой обзор для сайта IGN с сожаления о том, что в аниме больше не будет Соитиро Ягами и автора его озвучивания, Криса Бриттона. Затем он пишет, что эпизод продолжает движение на полный вперёд, начатое в предыдущем эпизоде. Хвалит Брэда Свейла, озвучившего Лайта, за прекрасную работу. В итоге критик называет эпизод захватывающим и эмоциональным и ставит ему 9,5 из 10 баллов. |                                     |                            |               |                              |                                                             |                      |                 |
| 30 | Справедливость «Сэйги» (正義)       | Ито Хидэки                 | Ёнэмура Сёдзи | Накамура Рёсукэ              | Ито Хидэки                                                  | 9 мая 2007 года      | 15 декабря 2008 |
| Ниа подозревает, что второй L — Кира. Мэлло забирает у Ниа свою фотографию и сообщает ему, что одно из правил Тетради Смерти — фальшивое. |                                     |                            |               |                              |                                                             |                      |                 |
| 31 | Передача «Идзоу» (移譲)             | Симода Хисато              | Кобаяси Ясуко | Такахаси Тору                | Кобаяси Акэми, Нисии Тэруми                                 | 16 мая 2007 года     | 21 декабря 2008 |
| Айдзава начинает подозревать Лайта и рассказывает Ниа о расследовании L. Лайт приказывает Мисе отказаться от тетради и передать её Тэру Миками. Миса теряет память, а Тэру Миками начинает наказывать преступников. |                                     |                            |               |                              |                                                             |                      |                 |
| 32 | Выбор «Сэнтаку» (選択)              | Аояги Хиронобу             | Кобаяси Ясуко | Саяма Киёко                  | Хюга Масаки                                                 | 23 мая 2007 года     | 21 декабря 2008 |
| Сюжет: Тэру Миками находит нового «представителя Киры», Киёми Такаду, а затем с её помощью связывается с Лайтом. Мэлло и Мэтт устанавливают слежку за Мисой. Такада становится союзницей Лайта. Критика: Том С. Пепириум, аниме-критик сайта IGN, считает, что этот эпизод показан таким красноречивым, что «Тетрадь смерти» превосходит все другие существующие аниме. Он хвалит перевод, дубляж и звуковое сопровождение. Критик пишет, что мы настолько погружены в игру в кошки-мышки с Лайтом, что редко наблюдаем за философией Киры. И, по его словам, приятно видеть, что убеждённость и желание мести снова появились в сюжете «Тетради». Эпизод получил в этом обзоре 9,9 из 10. |                                     |                            |               |                              |                                                             |                      |                 |
| 33 | Насмешка «Тёсёу» (嘲笑)             | Сато Тэцухито              | Ёнэмура Сёдзи | Саяма Киёко                  |                                                             | 30 мая 2007 года     | 22 декабря 2008 |
| Сюжет: Ниа ищет связь между двумя Кирами и прибывает в Японию для наблюдения за Тэру Миками. Тэру Миками по поручению Лайта пересылает листы из Тетради Смерти Такаде Киёми. Критика: В обзоре эпизода на IGN Том С. Пепириум называет эпизод обалденным (англ. kick-ass) и хвалит то, что сюжет пошёл в нужное русло: Лайт против L, даже после смерти L. К слабостям серии он относит надуманную сцену ужина Такады и нелюбимой им Мисы. Пепириум считает, что Оба должен был убить её сейчас. И хотя она не умирает, тем не менее критик считает, что это у Мисы больше не будет достаточно места в этой мега-саге. Поэтому он в последний раз высказывает своё отношение к героине: что он её не любил, то ли потому, что она похожа на его бывшую девушку, то ли из-за того, что её выставили молодой, глупой и недалёкой, что он безжалостно называл её Джа-Джа, но только потому, что беспокоился из-за сюжетной линии с ней, которую она портила на каждом шагу. В оправдание Пепириум приводит то, что он не был против неё в игровом фильме. Ставит эпизоду 9 из 10. |                                     |                            |               |                              |                                                             |                      |                 |
| 34 | Осторожность «Коси» (虎視)          | Ниси Эйко                  | Ёнэмура Сёдзи | Охара Минору                 | Миямаэ Синъити                                              | 6 июня 2007 года     | 22 декабря 2008 |
| Сюжет: Айдзава использует уловку, чтобы проверить обманы Лайта и узнать правду о нём. Позже SPK помещает Мису и Моги под своё наблюдение. Критика: Том С. Пепирирум, обозревая эпизод для IGN, высказывает мнение, что этот эпизод является проходным, готовящим зрителя к финалу сериала. Тем не менее он называет его отличным. Критик пишет, что зловещий холод, которым веет от Ниа, освежает. Наследник L не его слабая копия, как утверждают фанаты, он его более тёмная, холодная и злая версия. Эпизод получает от Пепириума 8 из 10. |                                     |                            |               |                              |                                                             |                      |                 |
| 35 | Преступное намерение «Сацуи» (殺意) | Ито Томохико               | Иноэ Тосики   | Ито Томохико                 | Ёкота Синъити, Такаока Дзюнити                              | 13 июня 2007 года    | 28 декабря 2008 |
| Сюжет: Во время смелой операции Мэлло делает свой ход и ему удаётся похитить Такаду, создав препятствие планам Ниа и Лайта. Критика: В обзоре для IGN Том С. Пепириум сокрушается, что этот эпизод, как и предыдущий, служит только для подготовки к финалу, а сам по себе неинтересен и оставляет многие вопросы без ответа. Но главный недостаток, как он считает, это то, что Мэлло умирает за кадром. Он, как ученик L, заслуживает большего. Кроме того, критик жалуется, что после смерти L нам представили Мэлло и Ниа, но первый вскоре пропал, оставив всё действие второму. Напоследок в обзоре советуется записать следующие серии и посмотреть их вместе, потому что они представляют собой одно действие. Оценка 8 из 10. |                                     |                            |               |                              |                                                             |                      |                 |
| 36 | 28 января «1.28» (1.28)             | Хирао Такаюки              | Иноэ Тосики   | Саяма Киёко                  | Такахаси Такуро                                             | 20 июня 2007 года    | 28 декабря 2008 |
| Сюжет: Тщательно подготовив свои стратегии уничтожения друг друга, Лайт и Ниа, наконец, встречаются лицом к лицу. Критика: Том С. Пепириум в своём обзоре на IGN называет отсутствие Рюка в повествовании одним из самых разочаровывающих факторов в последних сериях. Он хвалит персонажа Миками, которого авторы смогли сделать очень запоминающимся. В итоге он называет эпизод исключительным и ставит 9 баллов. |                                     |                            |               |                              |                                                             |                      |                 |
| 37 | Новый мир «Синсэкай» (新世界)       | Араки Тэцуро               | Иноэ Тосики   | Араки Тэцуро                 | Кагами Такахиро, Нисии Тэруми                               | 27 июня 2007 года    | 29 декабря 2008 |
| Сюжет: Долгая битва между Кирой и его преследователями подходит к концу. Критика: Рецензент из IGN Том С. Пепириум хвалит драматическую и захватывающую сцену смерти Киры. Он называет Мацуду героем серии, называя момент его стрельбы в Лайта одним из лучших в серии. Пепириум хорошо отзывается об английском озвучивании. Кроме того, он считает, что этот эпизод следует смотреть сразу после предыдущего и советует прочитать мангу, чтобы узнать аспекты, нераскрытые в аниме, например, события после смерти Лайта. Критик называет аниме величайшим и ставит эпизоду 10 из 10. Это наивысшая оценка в сезоне и вместе с 11 эпизодом — высшая среди всех серий. |                                     |                            |               |                              |                                                             |                      |                 |

## Полнометражные аниме-фильмы
| | |                      |
| − | Тетрадь смерти. Перепись: Глазами бога «Рираито · гэнсицуру ками» (リライト・幻視する神)                                                                                | 31 августа 2007 года |
| Полнометражный двухчасовой фильм, являющийся преимущественно компиляцией первых 25 серий сериала. В начале к Рюку приходит скучающий синигами и просит рассказать о мире людей. Рюк рассказывает ему историю противостояния Киры и L.      | |                      |
| − | Тетрадь смерти. Перепись 2: Наследники L «Дирэкута:дзу катто кандзэн кэттяку бан ~Рирайто 2 Эру во цугу моно~» (ディレクターズカット完全決着版 〜リライト2 Lを継ぐ者〜) | 22 августа 2008 года |
| Второй полнометражный фильм по аниме «Тетрадь смерти», представляющая собой компиляцию последних 12 серий с дополнением нескольких сцен. Этот фильм начинается с 10-минутного монолога L, в котором он рассказывает всё, что знает о Кире. | |                      |